# ハイセンス
ハイセンス（漢字名：海信）は、中国・山東省青島市に本社を置く電機メーカー。2024年のテレビ出荷台数では、韓国のサムスン電子に次ぐ世界2位。日本国内では、傘下のTVS REGZAを含めたテレビ販売台数が首位となり、約4割のシェアを占めている。

## 概要
主要製品は、家電製品、通信機器、情報機器。海信電器と海信家電の2つのグループ企業から構成されており、2社とも上海証券取引所、香港証券取引所に上場している。ハイセンス（Hisense）、科龍（Kelon）、容声（Ronshen）の3つのブランドで商品展開を行なっている。
近年は中国国内だけではなく、様々な家電で日本国内においても国内メーカーより安価であるため売り上げを急激に伸ばしている。とりわけテレビ事業においては、グループ子会社であるTVS REGZAのシェアが2021年3月にシャープを追い抜き国内トップとなった。また価格競争力が強みのハイセンスジャパンも、2023年には日本国内での販売シェアがTVS REGZA、シャープに次ぐ第3位となった。
日本国内では30代～40代を主要ターゲットに設定し、ブランド認知向上に向けて2020年以降テレビCMを放映している。

## 沿革
1969年9月、海信グループの前身である「青島無線電二廠」が創業。社員10人余りでトランジスタラジオを生産していた。1970年には山東省初の14型ブラウン管テレビを生産。1978年に18型カラーテレビを生産。1979年2月に、「青島電視機総厰」設立、国家認定カラーテレビ拠点生産工場となる。1984年に松下電器産業からテレビ生産設備を導入、1985年に主要技術経済指標で中国国内のテレビメーカーで一位となった。
1993年、キャッシュレジスター生産開始、青島通信設備有限会社設立。1994年、青島海信グループが新社名で誕生。1995年、海信光学通信、海信不動産設立。1996年、南アフリカ海信発展有限会社設立。1997年4月に海信電器が株式を上場。同年、海信変頻空調も上場を果たす。1999年にハイセンスが中国馳名商標となる。2000年、日立製作所とCDMA技術提携合意。
2001年、韓国の大宇から南アフリカ工場買収。2002年、住友商事との合弁会社サミット・ハイセンス株式会社設立。
2005年、ハイセンスの商標を欧州各国で登録していたシーメンスと和解し、海信グループがハイセンス商標を使用出来るよう譲渡を受けた。
2017年11月、 東芝映像ソリューション（現・TVS REGZA）の株式の95%を海信に譲渡する契約の締結が発表された。

## 日本法人
日本法人「海信日本株式会社」は2010年11月に設立。2015年5月に社名が「ハイセンスジャパン株式会社」へ商号変更された。

## 商品・産業分野
- 民生用家電製品：テレビ、エアコン[12]、洗濯機、冷蔵庫、生活家電、携帯電話など
- 業務用電気製品：業務用ディスプレイ、業務用エアコンなど
- システムソリューション：デジタル通信システムなど
- 不動産・物流

## 関連会社
ハイセンスの関連機関は中国国内外に40を超える施設がある。

### 主な傘下企業
- 青島海信日立空調系統有限公司

日立製作所とハイセンスの合弁会社として2003年に設立された。商用および家庭用セントラルエアコンシステムを含む製品を中国で設計、製造、販売している。
- 海信電器
- 海信家電
- 海信変頻空調
- 海信国際マーケティング
- ハイセンスジャパン株式会社
- TVS REGZA株式会社
- 海信日本オートモーティブエアコンシステムズ合同会社
  - サンデン株式会社

## ギャラリー

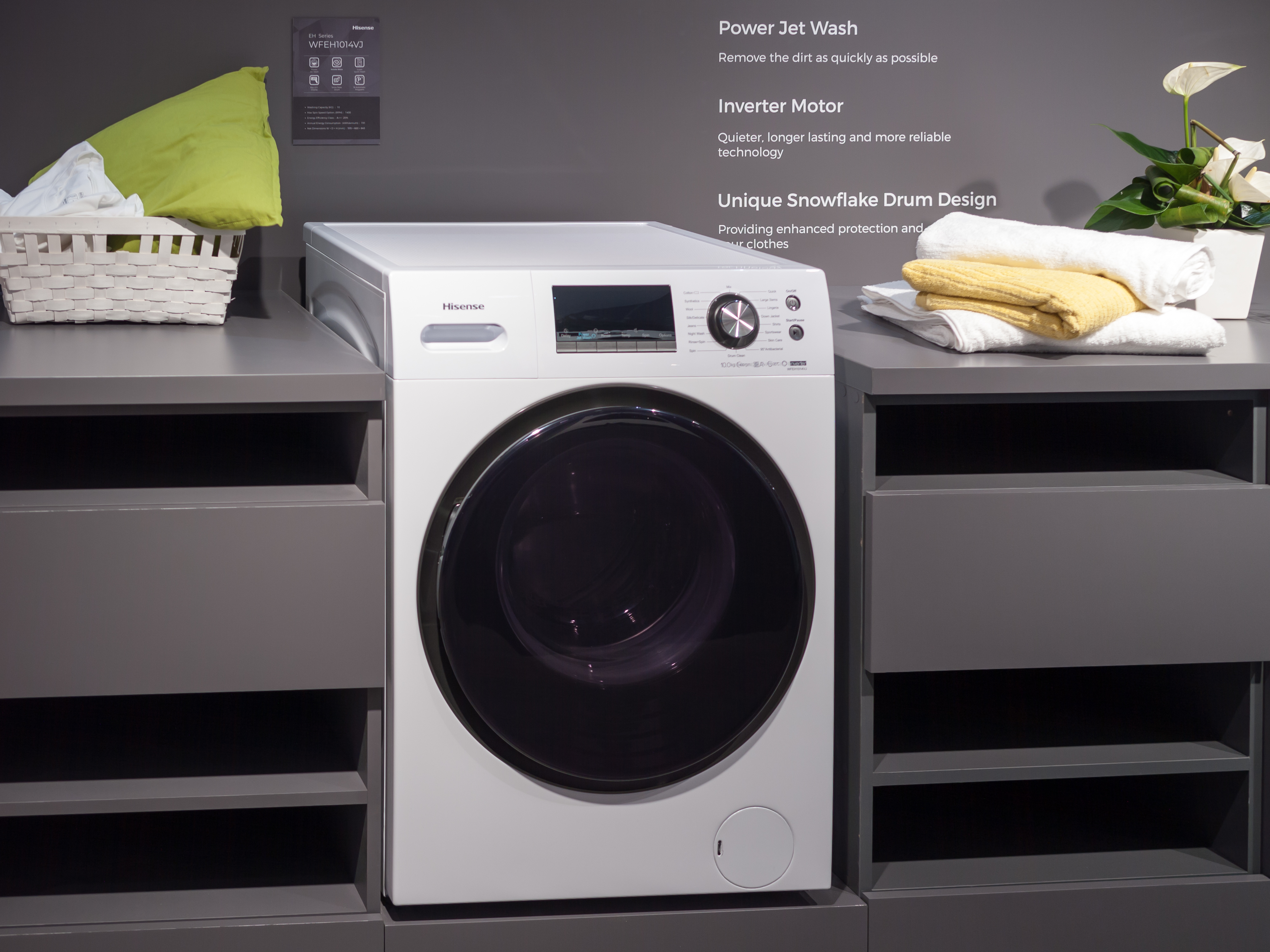
洗濯機
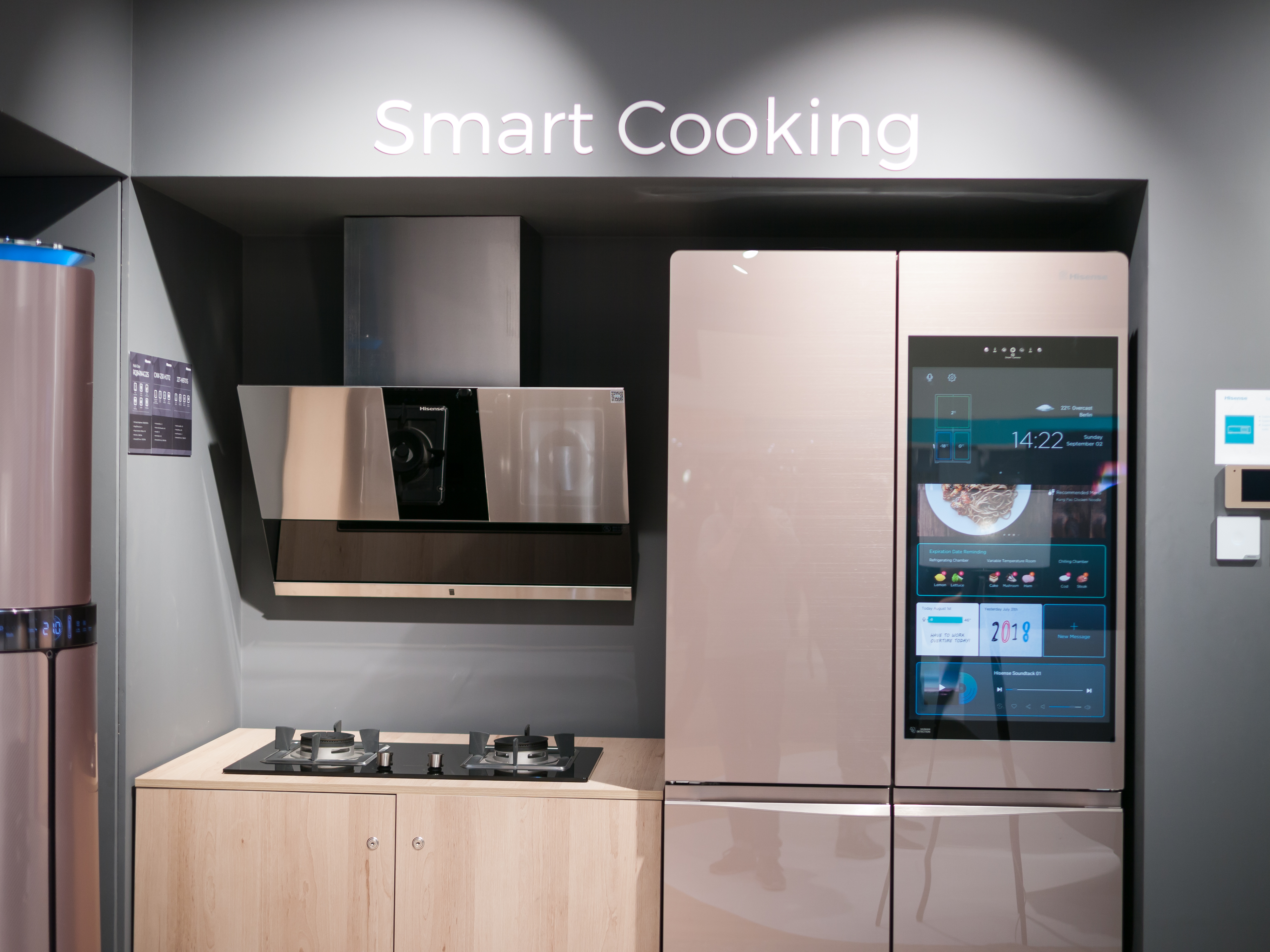
厨房機器セット
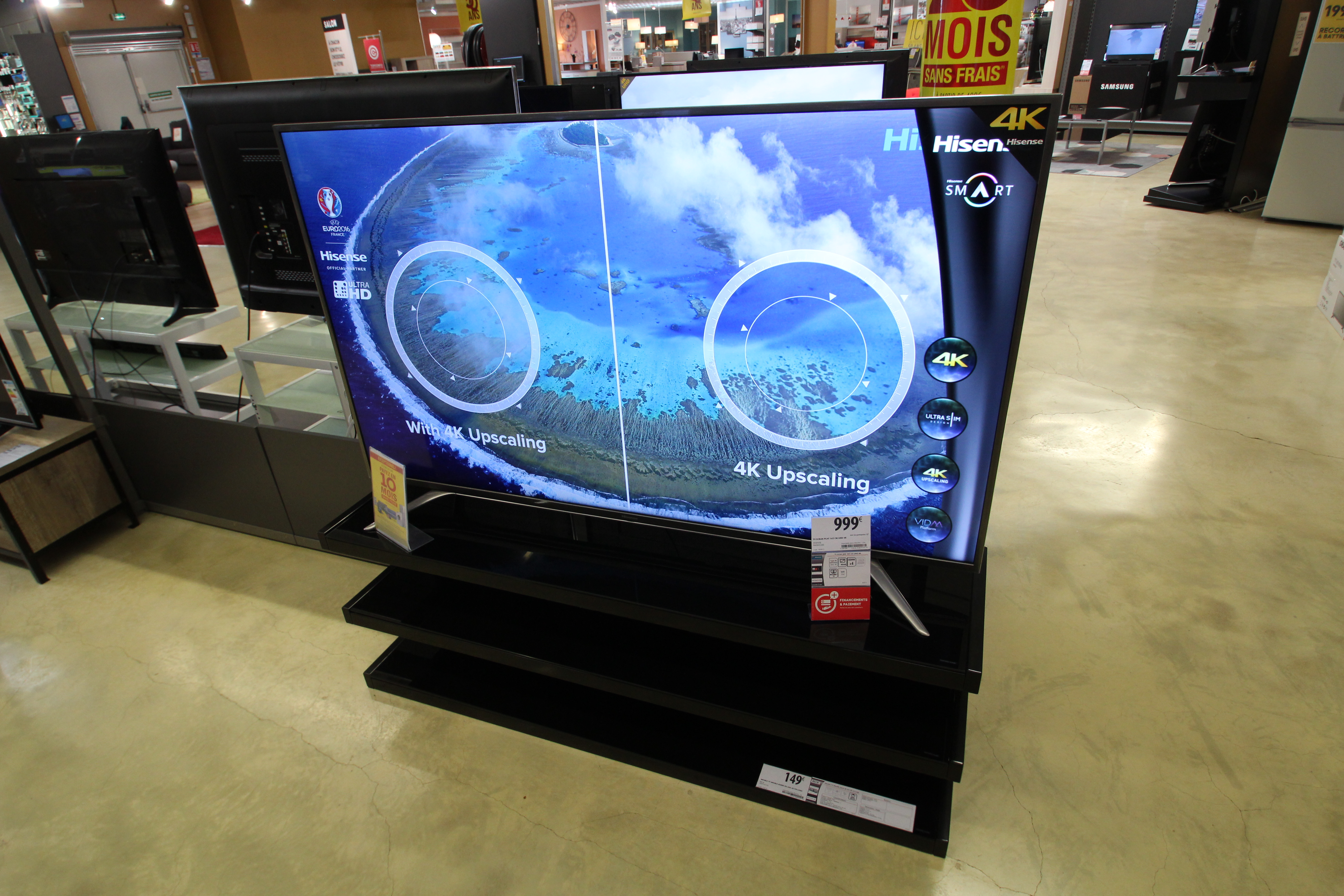
テレビ
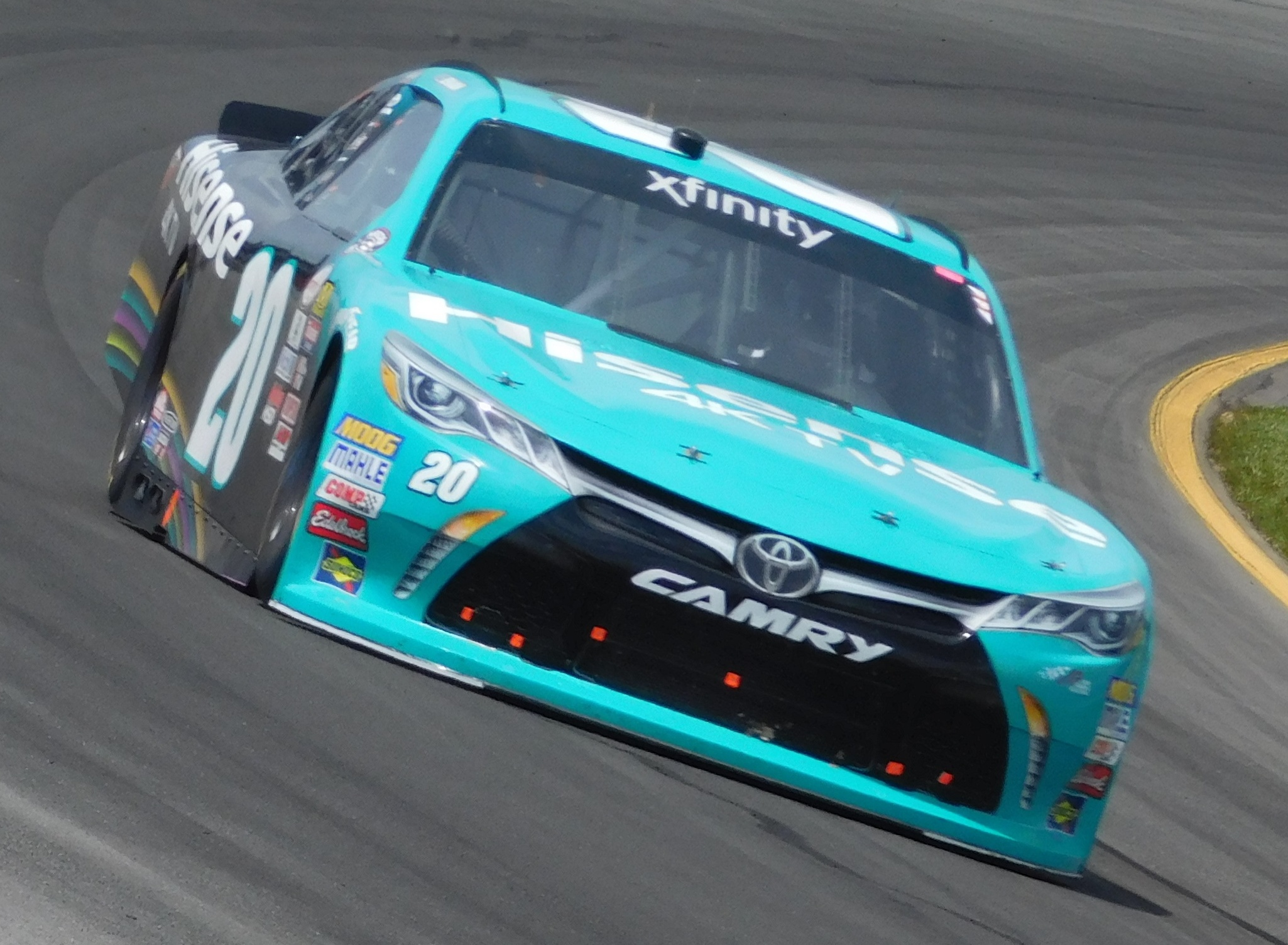
ポコノ・レースウェイにてハイセンスがスポンサーを務めた車両

## スポンサーシップ

### 公式スポンサー
- 2018 FIFAワールドカップ
- 2022 FIFAワールドカップ
- FIFAクラブワールドカップ2025
- UEFA EURO 2016
- UEFA EURO 2020
- UEFA EURO 2024
- 全豪オープン

### チームスポンサー
- 横浜DeNAベイスターズ
- パリ・サンジェルマンFC
- シャルケ04
- インテル・ミラノ
- サンフレッチェ広島

### その他
- 2025年大阪・関西万博

当博覧会の運営参加サプライヤーとして、自社製の100型大画面テレビを各会場に無償で提供している。